# Kaksinkertainen
Kaksinkertainen är en ö i Finland. Den ligger i sjön Pihlajavesi och i kommunen Puumala i den ekonomiska regionen  S:t Michel och landskapet Södra Savolax, i den södra delen av landet, 240 km nordost om huvudstaden Helsingfors. Öns area är 42,6 hektar och dess största längd är 1,5 kilometer i nord-sydlig riktning.